# نيكلاس هيربست
نيكلاس هيربست هو سياسي ألماني، ولد في 28 فبراير 1973 في راتسهبورغ في ألمانيا. نشط حزبياً في الاتحاد الديمقراطي المسيحي. في انتخابات البرلمان الأوروبي 2019، انتخب عضو في البرلمان الأوروبي عن دائرة ألمانيا لترشحه ضمن قائمة الاتحاد الديمقراطي المسيحي، وقد انضم خلال فترته النيابية (2 يوليو 2019 – ) للكتلة البرلمانية كتلة حزب الشعب الأوروبي وانتخب عضو في البرلمان الأوروبي وانتخب عضو مجلس نواب شلسفيغ هولشتاين ‏.